# Conurbación binacional Tulcán - Ipiales
La conurbación binacional Tulcán-Ipiales es un área metropolitana ubicada en la frontera entre Ecuador y Colombia, conformada por las ciudades limítrofes de Tulcán e Ipiales, los municipios colombianos de Aldana, Cuaspud, Potosí y Pupiales, y la localidad ecuatoriana de Urbina.

## Composición
La población total del área metropolitana es de alrededor de 160 mil habitantes e incluye las siguientes localidades:
| País     | Ciudad o localidad  | Población (2020) |
| -------- | ------------------- | ---------------- |
| Colombia | Ipiales             | 77 042           |
| Ecuador  | Tulcán              | 71 504           |
| Colombia | Pupiales            | 6 172            |
| Colombia | Carlosama (Cuaspud) | 2 707            |
| Ecuador  | Taya (Urbina)       | 2 609            |
| Colombia | Potosí              | 2 090            |
| Colombia | Aldana              | 1 552            |

### Otras localidades
De acuerdo con un proyecto de ley de la Cámara de Representantes de Colombia, el área metropolitana de Ipiales también incluyen a los municipios colombianos de Guachucal y Túquerres, y al corregimiento de El Espino, perteneciente al municipio de Sapuyes.

## Economía

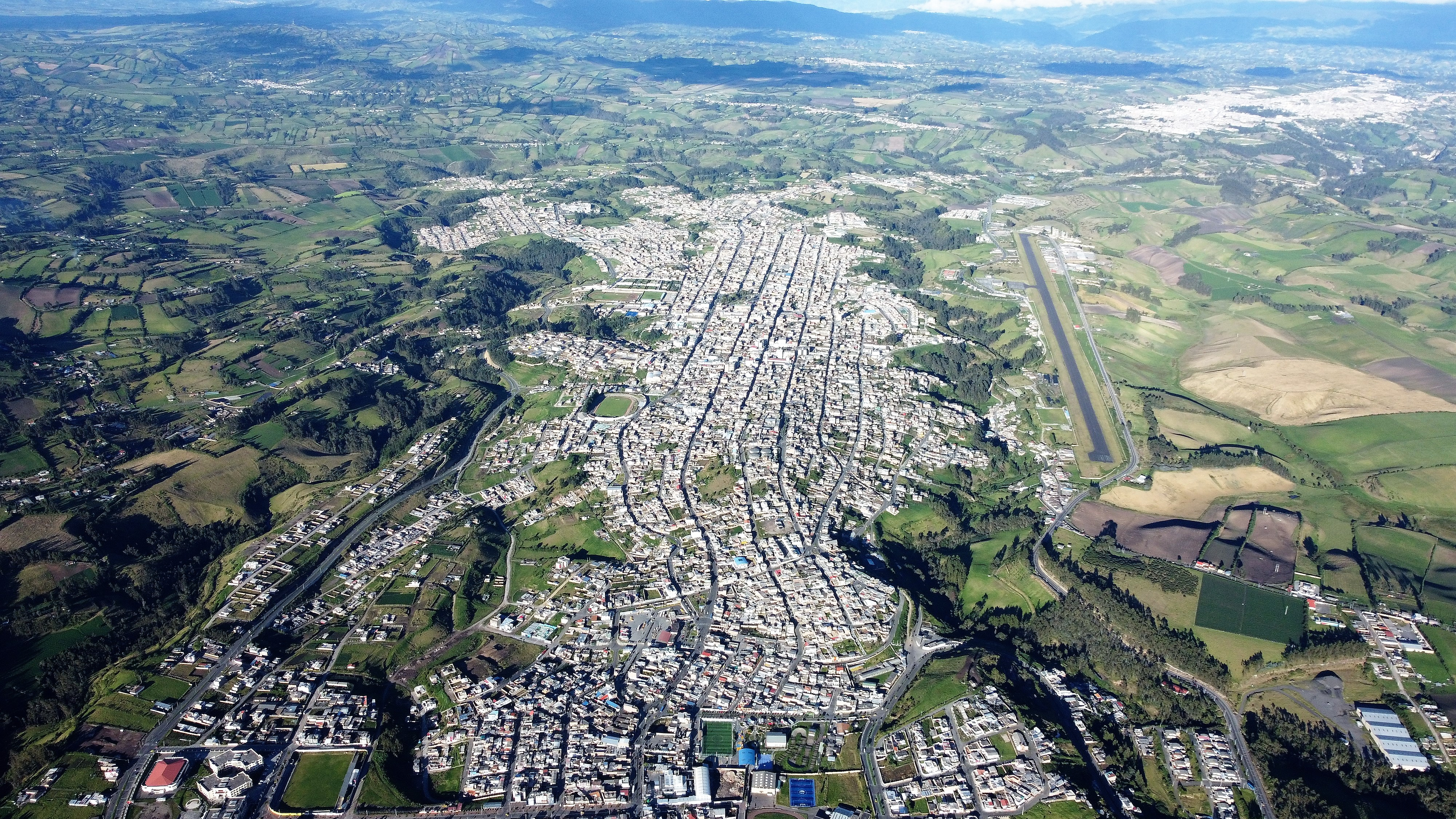
Vista aérea de Tulcán y la cercana ciudad de Ipiales en la esquina superior derecha

A pesar de pertenecer a diferentes países, la economía del área es uniforme y se basa principalmente en la agricultura, la ganadería y el comercio. El movimiento comercial entre ambas ciudades ha sido históricamente dominado por el diferencial cambiario entre las monedas de Ecuador y Colombia.

### Libre paso entre países
Debido a la proximidad entre las dos ciudades, el paso peatonal y vehicular es libre de controles migratorios y aduaneros. Sin embargo, a lo largo de la historia hubo intentos para frenar el flujo sin control de personas y mercancías. El más recordado es el impuesto para cruzar el puente de Rumichaca implantado en 1971 por el expresidente ecuatoriano José María Velasco Ibarra. Este impuesto generó descontento en la población local y causó fuertes enfrentamientos entre civiles y militares durante varios días dejando varios muertos. Finalmente, a los pocos días el decreto fue derogado debido a la resistencia civil a la represión gubernamental de la época.